# Herbert Grommes
Herbert Ch. Grommes (né le 6 septembre 1965 à Schönberg) est un homme politique belge germanophone, membre du Centre démocrate humaniste.

## Carrière politique
- 2004 - 2009 : Député au Parlement wallon
- 2009 - 2018 : Député au Parlement de la Communauté germanophone
- Depuis 2019 : Bourgmestre de Saint-Vith

Il est remplacé à la Communauté française par Marc Elsen.